# Feistritz (Pitten)
Feistritz är ett vattendrag i Österrike. Det ligger i förbundslandet Niederösterreich, i den östra delen av landet, 70 km söder om huvudstaden Wien.
I omgivningarna runt Feistritz växer i huvudsak blandskog. Runt Feistritz är det ganska tätbefolkat, med 75 invånare per kvadratkilometer.